# Joseph Addison
Joseph Addison (n. 1 mai 1672, Milston⁠(d), Regatul Angliei – d. 17 iunie 1719, Middlesex, Anglia, Regatul Marii Britanii) a fost un eseist, poet și om politic englez.
Întemeietor al jurnalismului literar englez și al eseului ca specie literară. Fondator, împreuna cu R. Steele, al revistelor The Tatler, The Spectator si The Guardian.
Piese de teatru:
- Tragedia Cato - 1713

Versuri eroice:
- Campania (The Campaign) - 1704